# Harkakötöny
Harkakötöny ist eine ungarische Gemeinde im Kreis Kiskunhalas im Komitat Bács-Kiskun.

## Geografische Lage
Harkakötöny liegt auf halber Strecke zwischen den Städten Kiskunhalas und Kiskunmajsa. Nördlich des Ortes liegt der 130 Hektar große See Harkaí-tó.

## Geschichte
Archäologische Funde zeigen, dass im 13. Jahrhundert in der Gegend Kumanen gesiedelt haben. Die Gemeinde Harkakötöny entstand 1949 durch den Zusammenschluss der Ortschaften Harka und Kötöny.

## Infrastruktur
Neben dem Bürgermeisteramt gibt es im Ort Kindergarten, Grundschule, Bücherei, Kulturhaus, Post, Hausarztpraxis sowie eine Polizeistation. Weiterhin gibt es eine Sporthalle und einen Sportplatz, die von zwei Sportvereinen genutzt werden. Der Ort ist traditionell landwirtschaftlich geprägt mit Roggen- und Weizenanbau sowie Schafzucht. Daneben spielt die Forstwirtschaft eine bedeutende Rolle. Auf dem Gebiet der Gemeinde werden Erdöl und Erdgas gefördert.

## Gemeindepartnerschaften
- Moacșa, Rumänien
- Walim, Polen

## Sehenswürdigkeiten
- Gedenkstein und Kopjafa zum 50-jährigen Bestehen der Gemeinde (A település 50. évfordulójára felállított kopjafa és emlékkő), erschaffen 1999
- Naturlehrpfad am See (Harka-tó tanösvény)
- Römisch-katholische Kirche Szent Kereszt, erbaut 1968
- Steinkreuz Soli Deo Gloria
- Weißes Steinkreuz (Fehér kőkereszt), erschaffen 1836

## Verkehr
Südlich von Harkakötöny verläuft die Landstraße Nr. 5402, die von der Gemeinde über die Nebenstraße Nr. 54107 zu erreichen ist. Über den am südwestlichen Ortsrand gelegenen Bahnhof bestehen Zugverbindungen in Richtung Baja und Kecskemét.